# Черниговский (Кагальницкий район)
Черни́говский — хутор в Кагальницком районе Ростовской области России.
Входит в состав Иваново-Шамшевского сельского поселения.

## География
Находится к югу от реки Кагальник и к северу от автодороги 60K-148. Сливается с хутором Кагальничек (с запада) и селом Васильево-Шамшево (с востока).

### Расстояния до ближайших населённых пунктов
Источник:
| Название          | Расстояние |
| ----------------- | ---------- |
| Свой Труд         | 1,3 км     |
| Кагальничек       | 1,15 км    |
| Дружный           | 1,4 км     |
| Васильево-Шамшево | 1,4 км     |

## Население
| 2010 |
| ---- |
| 151  |

## Улицы
- ул. Азовская,
- пер. Донской[3].

## Инфраструктура
Личное подсобное хозяйство.